# 小博奈尔岛
小博奈尔岛（荷蘭語：Klein Bonaire）是加勒比海的一个岛屿，属于荷兰加勒比區博奈尔的一部分，位于博奈尔岛西海岸，委內瑞拉北方的ABC群岛，长3.9公里，宽2.5公里，面积6平方公里，岛上无人居住。